# Ján Francisci-Rimavský
Ján Francisci-Rimavský (vlastním jménem Ján Francisci, pseudonymy Janko Rimavský, Slavoľub, Vratislav Rimavský, 1. června 1822, Hnúšťa – 7. března 1905, Martin) byl slovenský spisovatel a státník, teolog, kulturně-osvětový pracovník, žurnalista, politik, redaktor, prozaik, teolog, překladatel a spolupracovník Ľudovíta Štúra a Štefana Marka Daxnera.

## Život
Pocházel z rodiny krejčího. V letech 1830–1834 studoval latinskou školu v Ožďanech, v letech 1834–1849 na evangelickém lyceu v Levoči a v letech 1839–1843 v Bratislavě, kde se seznámil se Štúrem. V roce 1843 složil kandidátskou zkoušku z teologie, v letech 1845–1847 studoval na prešovském kolegiu.
Spolu s Daxnerem a Bakulinym se účastní liptovsko-mikulášského shromáždění.
Působil jako zástupce profesora na katedře řeči a literatury v Levoči, v revolučním roce 1848 organizoval národní gardy, za což byl odsouzen a vězněn, po propuštění se stal kapitánem slovenského dobrovolnického oddílu. Podle samotného Francisciho bylo toto vojsko symbolem toho, že Slováci vůbec ve světě existují, jak před Maďary, tak před Austrií.
Po revoluci pracoval v Banské Bystrici a v letech 1853–1859 jako župní komisař v Debrecínu.
V roce 1860 se stal členem královské místodržitelské rady v Budíně a světským představitelem slovenských evangelických církví v Uhersku.
V letech 1861–1863 byl šéfredaktorem Pešťbudínských vedomostí.
Byl předsedou dočasného výboru Matice slovenské a po jejím založení čestným podpřesedou.
V letech 1864–1865 byl županem liptovské župy.
Po roce 1868 byl penzionován, přestěhoval se do města Revúca, kde působil jako hlavní inspektor vyššího gymnázia.
V roce 1872 se přestěhoval do Martina, kde zůstal až do smrti, žil však v ústraní kulturního života. V letech 1870–1898 byl předsedou Kníhtlačiarskeho účastníckeho spolku. Své působení v knihtiskařském spolku popsal v díle Nákres povstania, ustrojenia, vyvinovania sa a výsledku účinkovania kníhtlačiarsko-účastinárskeho spolku v Turčianskom Svätom Martine a jeho kníhtlačiarne za prvých dvadsaťpäť rokov (1870 – 1894) jeho jestvovania.
Jeho manželkou byla Amália rozená Kasanická (1833–1876), jeho syn Miloslav Francisci působil jako hudební skladatel.

## Tvorba
Svá první literární díla uveřejňoval v časopise Nitra, byl jedním z prvních autorů tvořících ve štúrovské slovenštině. Psal vlasteneckou lyriku (Ohlas, Svojim vrstovňíkom na památku, 1844), věnoval se ale i milostné poezii (Iskry zo zaviatej pahreby, 1889) a historické próze (Janko podhorský, 1844, Črty z doby moysesovskej, 1897, Vlastný životopis, 1904). Jako první také začal vydávat slovenské povídky a pověsti (Slovenskje povesti, 1845, Poviedky pre slovenské dietky, 1871). Překládal divadelní hry z angličtiny a němčiny, mimo jiné napsal dobovou parafrázi Shakespearova Zkrocení zlé ženy (pod názvem Láska zdolá všetko, 1871).
Věnoval se také recenzi a překládal také Wiliama Shakespeara, německého revolucionáře Henryho Börnsteina či polského dramatika Aleksandra Fredu.
Podle Encyklopedie spisovatelů Slovenska je těžištěm Francisciho tvorby poezie a próza, a patří k vůbec prvním projevům štúrovské spisovné češtiny (autoři dodávají, že v porevolučním období svůj talent již nerozvíjel). Sbíral slovenské lidové pohádky a jako první je i začal vydávat. Spolupodílel se na vydáních Dobšinského a Škultétyho sbírek. Jak uvádí L. Šutor, důvod proč je Francisciho tvorba méně známá je to, že ho zastínila jména jako Král, Botto, Sládkovič. V knize Dějiny slovenské literatury je osobnost Jana Francisciho zařazena k ostatní tvorbě do konce matičních let na pomezí romantismu a realismu. Autoři Dějin připomínají, že zatímco Štúr byl vedoucí osobností v Bratislavě, Francisci zase v Levoči (a nakonec tato osobnost nahradila i Štúra po jeho smrti).
Autoři oceňují jeho literární přínos především ve sbírání pohádek, písní a pověstí v Prostonárodním zábavníku (1842–1843) a následném vydání Slovenských pověstí (1845). To oceňují i autoři rozhlasového profilu o Franciscimu a dodávají, že právě Francisci založil na Slovensku tradici pohádkových sbírek a žánr pohádky také teoreticky reflektoval. Autoři Dějin slovenské literatury dodávají, že právě pohádky tvořily pro Francisciho, ale i Janka Krále a Jana Botta „celou filozofii o nadání, mravním charakteru a touhách slovenského lidu“.
Francisciho díle je digitalizováno.

### Filosofické a politické názory
Podle vlastního životopisu Francisci vystudoval kurz, kde se přednášely vysokoškolské předměty filozofické a teologické; řečtina, hebrejština a úvod do Nového zákona a jeho výkladu. Sám však dodává, že už tehdy byla jeho pozornost a pracovitost na jiné obrácena. Filozof Dalimír Hajko připomíná s návazností na Varrossovou, že Francisci i Daxner navazovali na tu ideově-politickou linii, kterou před revolucí představovaly názory Štúra a Hurbana v otázce filozofie dějin a vytvářely syntézu herderovského vlivu, mesianismu (skvělá budoucnost národů) ). Duch lidstva se projevuje prostřednictvím aktivity konkrétního národa, v jejímž rámci se objektivizuje, připomíná tento koncept Hajko. U Jana Francisciho můžeme rekonstruovat i otázku smyslu historického procesu. Francisci se ve svých pracích sice jen zřídka zmiňuje o pokroku přímo, tyto myšlenky však lze v jeho textech nalézt okrajově, a to v kontextu materiálního zabezpečení slovenského národa. Podle Dalimíra Hajka byl kontakt s německou klasickou filozofií u Francisciho pouze zprostředkován (pravděpodobně přes Štúra, což dokazuje i výše uvedený citát ze životopisu). Přesto lze konstatovat, že jádro rekonstruovaného filozofického odkazu Francisciho tvoří syntéza hegelovsky a herdovsky orientovaného pohledu na dějiny a společenský pokrok. To dokazují i Francisciho názory na slovenské dějiny, když v souvislosti se Štúrem říká, že Slovanstvo a Slovenstvo zahynout nesmí, ale musí se rozvíjet v rámci historického vývoje člověčenství.
Hajko také poukazuje na Francisciho zdůrazňování nejen ducha národa, ale také „ducha lidstva“. To Francisciho také zařazuje do jakési třetí, syntetické alternativy v rámci štúrovského hnutí, do té kategorie štúrovců, kteří uvažovali nejen národně, ale částečně i internacionálně a humanisticky.

## Pocta
- Pomník Ján Francisci Rimavský, Hnúšťa[10]
- Pomník Ján Francisci, Hnúšťa[11]
- Pomník M.M. Bakulíny a J. Francisci Rimavský[12]
- Hrob na Národním cintoríne[13]

Matica slovenská (resp. Slovenský literární ústav Matice slovenské), připomněla Francisciho kulturně-literární, filozoficko-politický a historický odkaz na vědecké akci Janko Král a štúrovci v Novohradě a Hontě, které bylo zorganizováno pod vedením docenta Júliuse Lomenčíka Lučenec. Matice slovenská si Francisciho 200. výročí připomíná také v jeho rodném městě Hnúšťa osazením pamětní tabule, výstavou a vědeckou konferencí.

## Reference

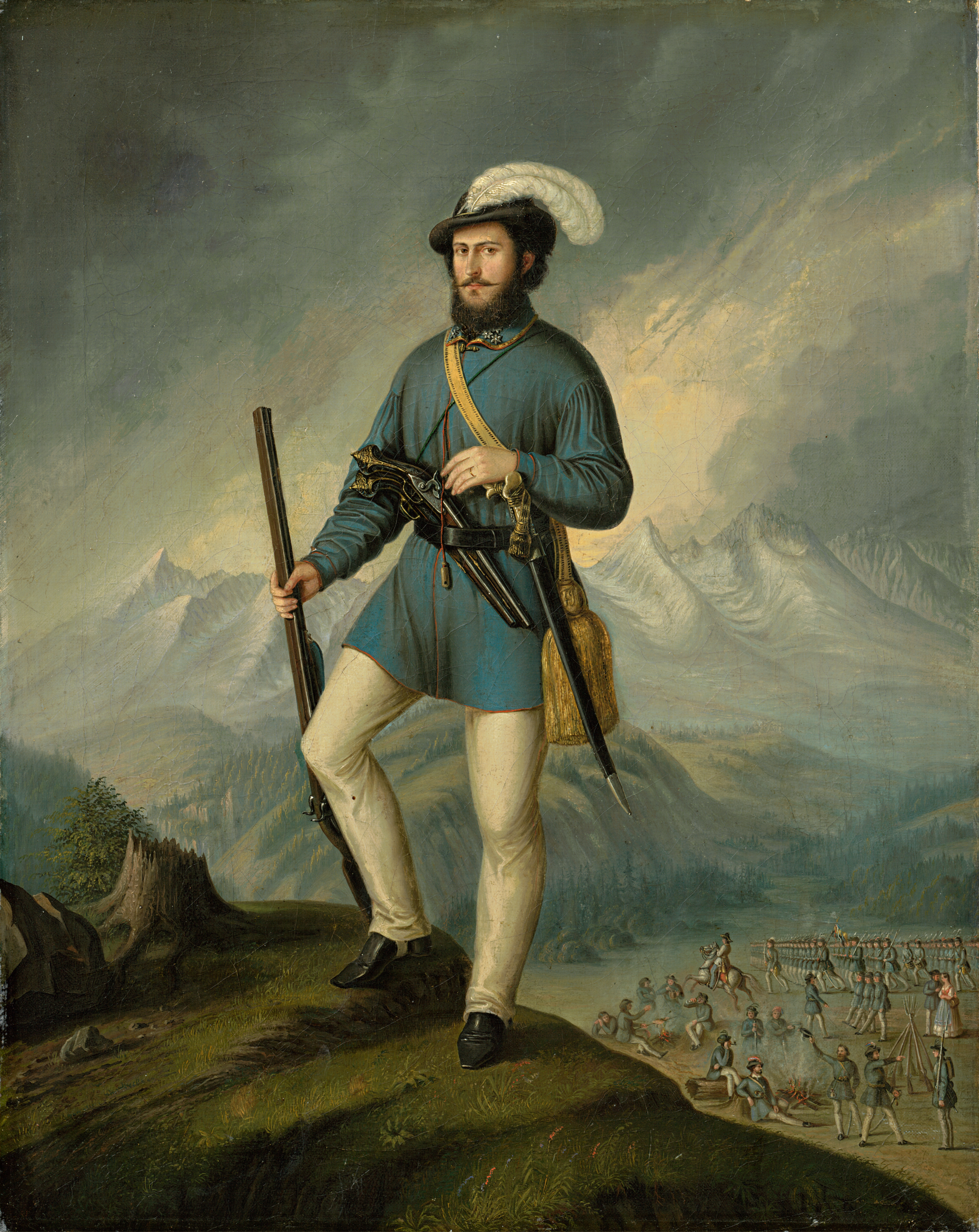
Ján Francisci-Rimavský v době slovenského povstání v letech 1848 až 1849 (autor: Peter Michal Bohúň)